# Peyrol le boucanier
Pour plus de détails, voir Fiche technique et Distribution.
Peyrol le boucanier (L'avventuriero) est un film italien de Terence Young, d’après le roman de Joseph Conrad, le Frère-de-la-Côte, sorti en 1967.

## Synopsis
1797. Le boucanier Peyrol, porteur d'un message pour l'amiral de la flotte, force une fois de plus le blocus de la flotte anglaise au large de Toulon. Mais un commissaire du peuple, Dussard, l'accuse bientôt d'avoir dérobé un chargement d'or. Peyrol parvient à s'échapper et trouve refuge dans une ferme côtière isolée, où vivent Arlette, jeune femme instable, et sa tante Catherine.

## Fiche technique
- Titre : Peyrol le boucanier
- Titre original : L'avventuriero
- Réalisateur : Terence Young
- Scénario : Luciano Vincenzoni et Jo Eisinger, d'après le roman de Joseph Conrad
- Musique : Ennio Morricone
- Images : Leonida Barboni
- Costumes : Veniero Colasanti
- Genre : Film d'aventure
- Pays de production : Italie
- Durée : 105 minutes
- Date de sortie: 1967

## Distribution
- Anthony Quinn (VF : Henry Djanik) : Peyrol
- Rosanna Schiaffino (VF : Jeanine Freson) : Arlette
- Rita Hayworth (VF : Claire Guibert) : Tante Catherine
- Richard Johnson (VF : Jean-Claude Michel) : Le lieutenant Real
- Ivo Garrani (VF : Yves Brainville) : Scevola
- Mino Doro (VF : Louis Arbessier) : Le commissaire Dussard
- Luciano Rossi : Michel
- Mirko Valentin : Jacot
- Gianni Di Benedetto (VF : Claude Joseph) : Le lieutenant Bolt